# تاج شعاعی
در آناتومی اعصاب، تاج شعاعی صفحه‌ای از ماده سفید است که به صورت قدامی به عنوان کپسول داخلی و به صورت خلفی به عنوان مرکز نیم دایره‌ای ادامه می‌یابد. این صفحه، دارای آکسون‌های صعودی و نزولی است که تقریباً تمام حجم اطلاعات را از و به لایه قشری مغز منتقل می‌کنند. شعاع تاجی با مسیر مغزی-نخاعی، مغزی-پلی و مغزی-پیازی در ارتباط است.

## ساختار
الیاف عصبی پرتابی رشته‌های آورانی هستند که اطلاعات را به قشرم مغز می‌آورند، همچنین رشته‌های وابرانی هستند که اطلاعات را از قشر مغز می‌برند. برجسته‌ترین قسمت از رشته‌های عصبی پرتابی، تاج شعاعی می‌باشد که از قشر مغز شروع می‌شود و در ساقه مغز شعاع‌های آن به هم می‌رسند. ماده سفید مغز امروزه به عنوان سیستم منظمی از مسیرهای مغزی که بالاترین فعالیت‌های مغزی را تسهیل می‌کند، مورد بحث قرار می‌گیرد.

## عملکرد

### مسیر حرکتی
اطلاعات حاصل از انفارکتوس‌های کوچک زیرقشری نشاندهنده این است که رشته‌های حرکتی به صورت متناسب با موقعیت اندام در بدن قرار گرفته‌اند. بدنبال آسیب‌های زیرقشری، رشته‌های تاج شعاعی و کپسول داخلی به برقراری ظرفیت حرکتی جدید در بیمار کمک می‌کنداطلاعات نشاندهنده این است که آسیب‌های قسمت تحتانی تاج شعاعی مرتبط با بهبود ضعیف اعمال حرکتی اندام فوقانی می‌باشد.

### تحلیل‌های تئوری
به نظر می‌رسد ماده سفید مغزی تاج شعاعی از اولین سلول‌هایی است که در جنین به وجود می آیدکه باعث ایجاد توانمندی این منطقه برای ترمیم کارایی حرکتی بدنبال به وجود آمدن آسیب می‌شود. یم تاج شعاعی سالم با میزان بالاتر باروری و عملکرد بهتر در ریاضیات مرتبط است. کپسول داخلی ارتباط نزدیک تری با ساقه مغزی و سیستم عصبی مرکزی دارد. این مطلب بیانگر این است که قدرت ترمیم کارایی بدنبال آسیب در این منطقه در مقایسه با تاج شعاعی کمتر است. این منطقه بیشتر از ساقه مغزی با فعالیت مغزی پیچیده ارتباط تنگاتنگ دارد و بیشتر برای شناخت مغزی و ترمیم کارایی دارد.

## ویژگی‌های بالینی
تاج شعاعی ممکن است به وسیلهٔ بیماری‌هایی که ماده سفید مغز را تحت تأثیر قرار می‌دهند تحت تأثیر قرار گرفاه شود، مانند لوکوانسفالوپاتی ایسکمیک، مالتیپل اسکلروزیس و لوکوانسفالوپاتی پیشرونده. این‌ها امکان دارد اثرات عمیقی بر توانایی‌های ادراکی، احساسی و اجتماعی بیمار داشته باشند.
در هیدروسفالی با فشار نرمال، گسترش بطن‌های جانبی باعث ایجاد انحراف در رشته‌های تاج شعاعی می‌شود. این نقص، منجر به ایجاد ناتوانی در نگهه داشتن ادرار می‌شود.

## تصاویر اضافه

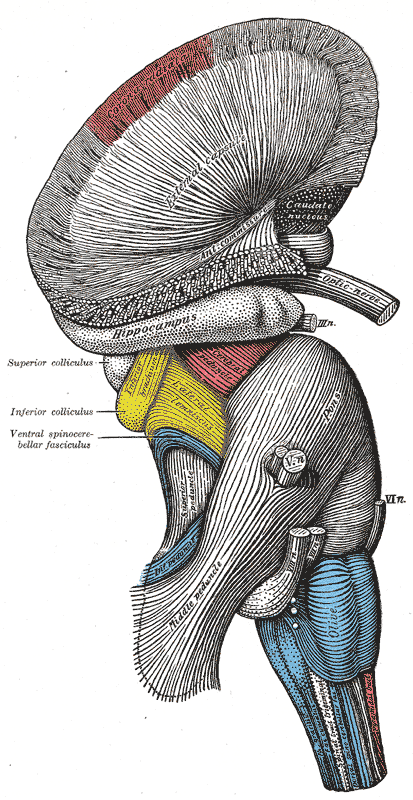
مقطع عرضی از ساقه مغز. نمای جانبی